# Uelen

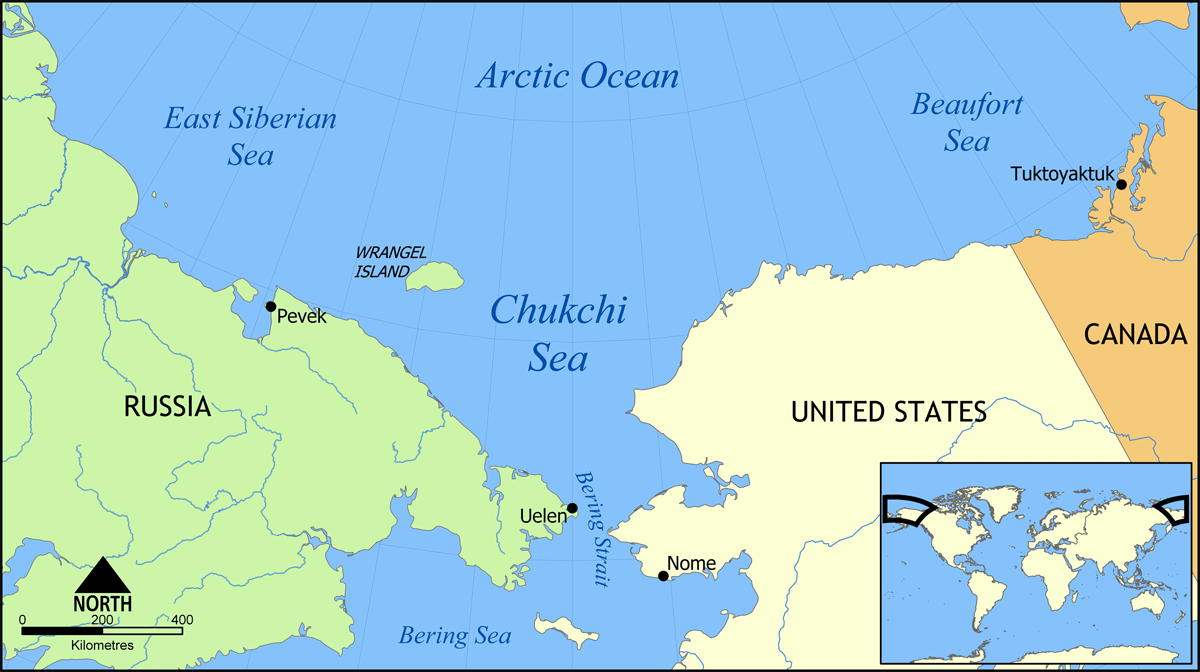
Mapa da localização de Uelen

Uelen (em russo → Уэлен) é uma pequena vila no extremo nordeste da Sibéria (Rússia), próximo ao estreito de Bering e ao mar de Chukchi, ficando pouco ao sul do Círculo Polar Ártico na região do Okrug Autônomo de Chukotka. 
A cidade se localiza no começo de uma faixa de terra que se estende por alguns quilómetros a oeste. 
Sua população está estimada em 599 habitantes (Censo de 2021). Sua área é de aproximadamente 200 km².
A cidade é mais conhecida por servir de bases para expedições de arqueologia, muito procurada naquela região da Rússia. Além de ser muito rica em marfim de focas do mar de Chukchi.